# Myrtle Beach

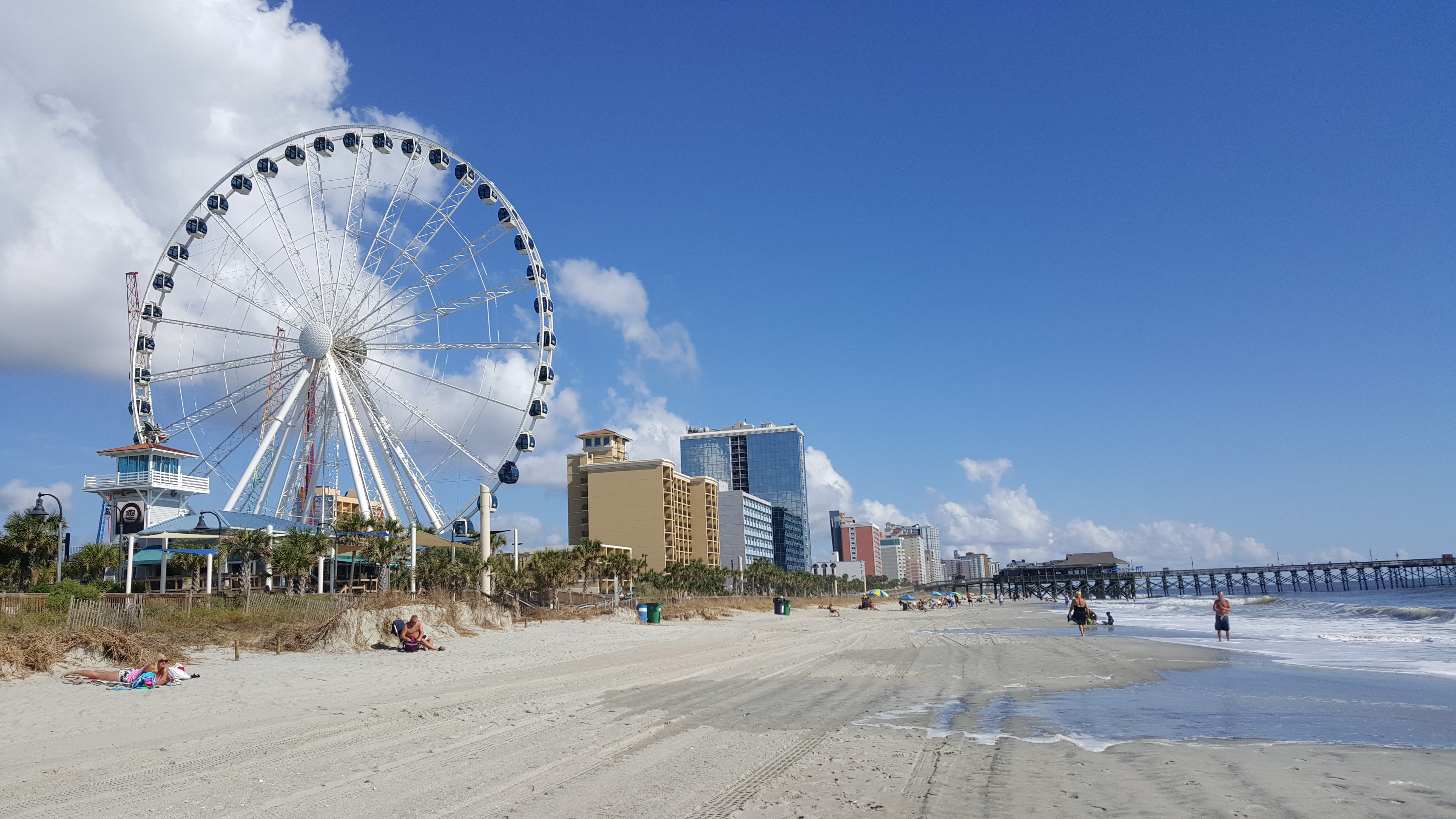
Panorama miasta

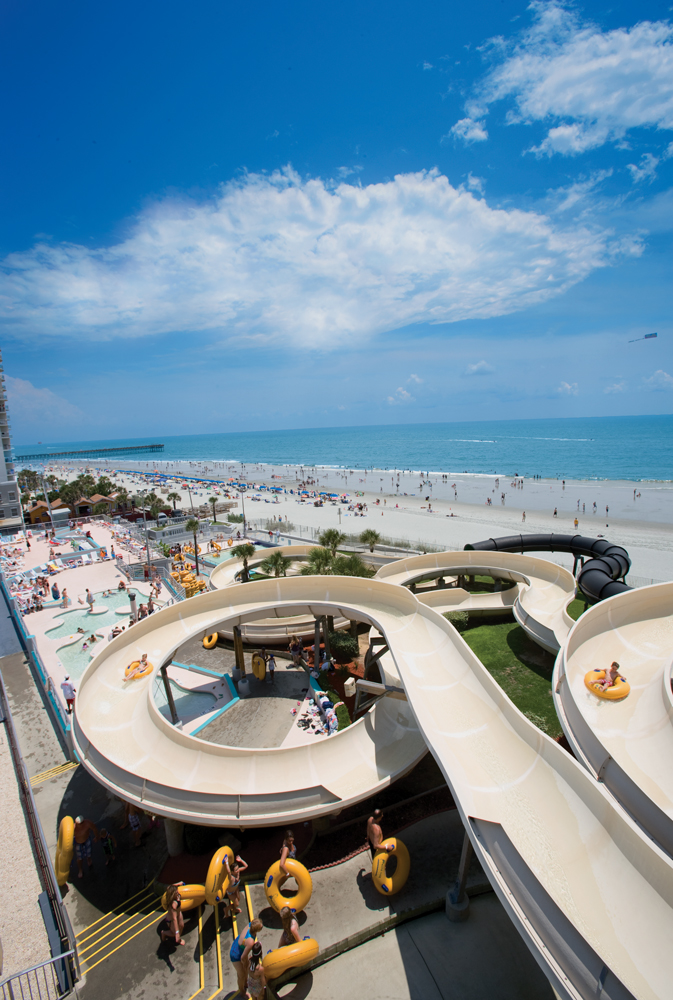

Myrtle Beach – miasto (city) w hrabstwie Horry, we wschodniej części stanu Karolina Południowa, w Stanach Zjednoczonych, położone pomiędzy wybrzeżem Oceanu Atlantyckiego a kanałem Intracoastal Waterway. Według danych z 2021 roku liczy 35,1 tys. mieszkańców, a 509,8 tys. w obszarze metropolitalnym. Było jednym z najszybciej rosnących miast USA w latach 2010–2020.
Założone w 1938 roku Myrtle Beach rozwinęło się jako ośrodek turystyczny. Miejscowość uzyskała prawa miejskie w 1957 roku. Jest jednym z głównych ośrodków turystycznych w Karolinie Południowej i Stanach Zjednoczonych, gdzie liczne pola golfowe, bogactwo kuchni i plaż należą do głównych atrakcji. Z liczbą ponad 20 milionów turystów rocznie, Myrtle Beach jest jednym z najczęściej odwiedzanych miejsc w kraju.
Nazwa Myrtle Beach pochodzi od porastających w regionie krzewów woskownicy amerykańskiej (ang. myrtle; beach – plaża).

## Urodzeni w Myrtle Beach
- Madison Iseman (ur. 1997) – aktorka
- Ramon Sessions (ur. 1986) – koszykarz
- Shane Carruth (ur. 1972) – scenarzysta i aktor
- Kelly Wearstler (ur. 1967) – projektantka wnętrz i autorka książek

## Miasta partnerskie
- Kanada: Burlington
- Anglia: Keighley
- Argentyna: Pinamar
- Irlandia: Killarney
- Izrael: Tyberiada